# Hynobius abei
Espèce
Statut de conservation UICN

 CR B2ab(ii,iii,iv) : 
En danger critique
Hynobius abei est une espèce d'urodèles de la famille des Hynobiidae.

## Étymologie
Le nom de l'espèce est dédié à Yoshio Abe (1883–1945), professeur de zoologie à l'université de Karahuto au Japon.

## Répartition
Cette espèce est endémique de Honshū au Japon. Elle se rencontre dans les préfectures de Kyōto et de Hyōgo.

## Description
Hynobius abei mesure de 47 à 71 mm sans la queue et de 82 à 122 mm de longueur totale.

## Publication originale
- Satō, 1934 : On a new species of Hynobius from Japan. Journal of Science of the Hiroshima University. Series B, Division 1, Zoology, vol. 3, p. 1-25.